# Samuel Czambel
Samuel Czambel o Samo Czambel (Slovenská Ľupča, 24 agosto 1856 – Csillaghegy, 18 dicembre 1909) è stato un linguista e traduttore slovacco.
Adottò anche i seguenti pseudonimi: Ján Vlkolinský, J. I. Tatranovič, Herman Poliaček, Anna Technovská, Ján Stranský, Nikita Matejevič, Ján Ferienčík.

## Biografia
Studiò nei licei di Banská Štiavnica, Rimavská Sobota e Kežmarok. Nel 1876 si iscrisse alla facoltà di giurisprudenza all'Università di Budapest, ma nel 1877 si trasferì alla facoltà di filosofia, dove studiò slavistica. Proseguì gli studi all'Università di Vienna sotto la guida del professor Franc Miklošič e all'Università Carolina di Praga sotto la guida di Martin Hattala. Dal 1879 fu impiegato come traduttore in un ufficio governativo di Budapest, incaricato di tradurre le leggi in slovacco. Dal 1899 fu segretario ministeriale e dal 1906 si trasferì al ministero degli interni, come capo dell'ufficio traduzioni. Dal 1887 al 1896 fu coredattore del giornale governativo Slovenských novín. Fu sepolto al Cimitero nazionale di Martin.

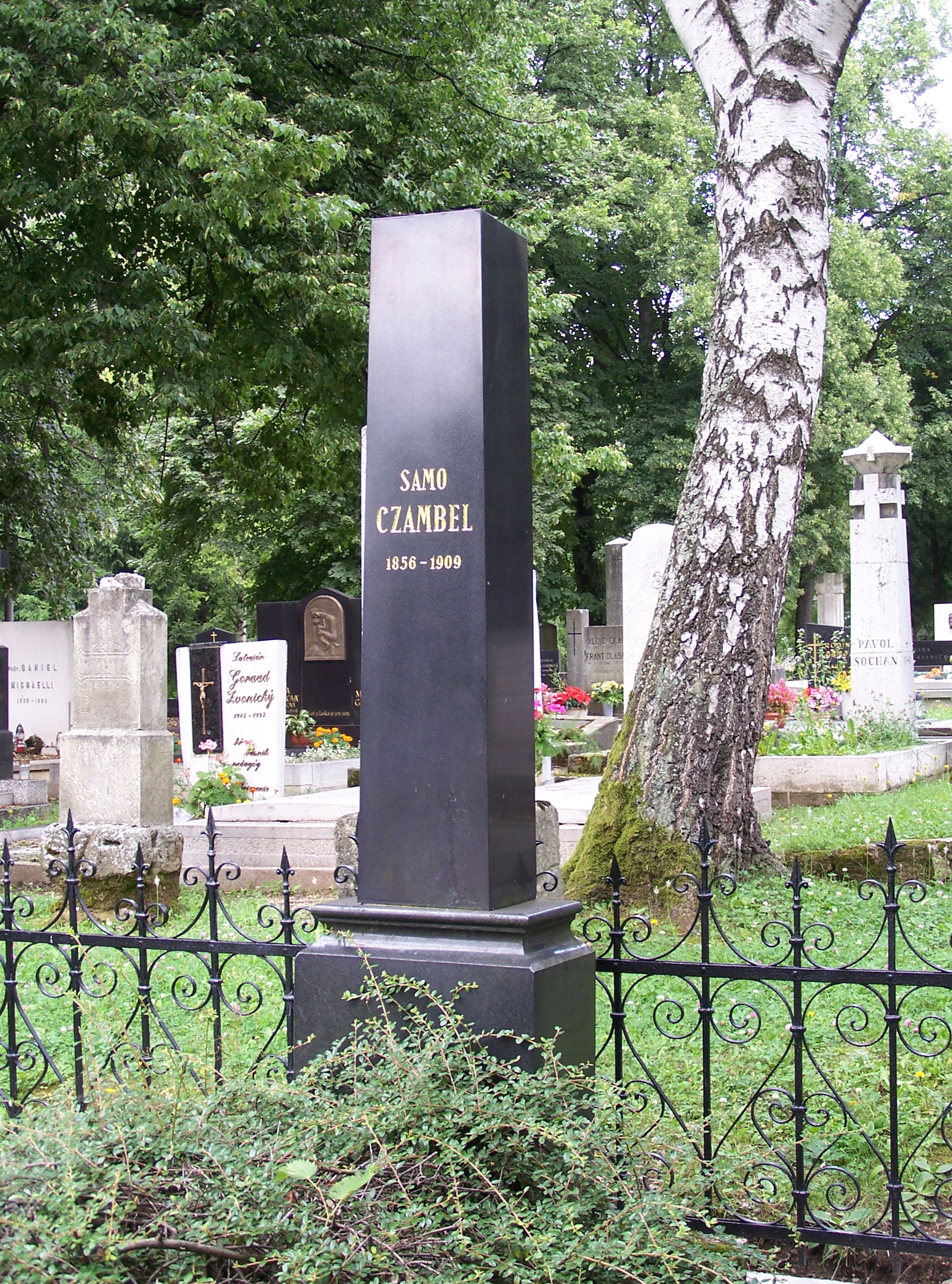
Tomba di Samo Czambel nel Cimitero nazionale di Martin, Slovacchia

## Attività
Applicando al suo lavoro di linguista un rigoroso metodo scientifico, si dedicò all'elaborazione di uno standard normativo per la lingua slovacca letteraria. Tra le sue maggiori opere linguistiche sono da annoverarsi: Príspevky k dejinám jazyka slovenského ("Cenni di storia della lingua slovacca") (1887), Slovenský pravopis ("Ortografia slovacca") (1890), K reči o slovenskom pravopise ("Discorso sull'ortografia slovacca") (1891) e soprattutto l'opera di codificazione Rukoväť spisovnej reči slovenskej ("Manuale della lingua letteraria slovacca") (1902) fondato sui dialetti della Slovacchia centrale, in cui corresse le incongruenze delle codificazioni di Michal Miloslav Hodža e di Martin Hattala e contribuì al consolidamento delle norme grafiche della lingua slovacca. La terza edizione di quest'ultimo manuale, curata e corretta da Jozef Škultéty sulla base del cosiddetto uso di Martin e pubblicata postuma nel 1919 divenne la base della lingua letteraria slovacca contemporanea e fino all'edizione della Pravidlá slovenského pravopisu del 1931 costituì de facto la norma ortografica dello slovacco. Fu autore di una teoria sull'origine slavo-meridionale degli Slovacchi e della loro lingua, che pubblicò nell'opera Slováci a ich reč ("Gli Slovacchi e la loro lingua") (1903). Nell'opera Slovenská reč a jej miesto v rodine slovanských jazykov ("La lingua slovacca e il suo posto nella famiglia delle lingue slave") (1906) volle raccogliere materiale da tutta la Slovacchia, ma riuscì a gestire solo una parte dei dialetti orientali.
Fu autore anche di poesie (Z cestovného denníka, "Dal diario di viaggio", 1922), di scritti di discussione e umoristici, di pubblicistica nazional-politica. Raccolse materiale dialettale, soprattutto prosa popolare e fiabe, che ebbero postume numerose edizioni.

### Opere
- A tót hangtan (Budapešť, 1880) ("Fonologia slovacca")
- Príspevky k dejinám jazyka slovenského (Budapešť 1887)  ("Cenni di storia della lingua slovacca")
- Slovenský pravopis (1890) ("Ortografia slovacca")
- K reči o slovenskom pravopise (1891) ("Discorso sull'ortografia slovacca")
- Potreba nového slovníka slovenského a maďarského (Budapešť 1891) ("Necessità di un nuovo dizionario slovacco e ungherese")
- Rukoväť spisovnej reči slovenskej (Turč. Sv. Martin 1902, a cura di Škultéty 2. vyd. 1915, 3. vyd. 1919) ("Manuale della lingua letteraria slovacca")
- A tótok elcsehesítése, vagy eloroszítása (Felvidéki Híradó Túróczszentmárton 1902, 2. sz) ("Sforzi di cechizzazione e russificazione degli Slovacchi")
- A cseh-tót invázió (Felvidéki Híradó Túróczszentmárton 1902, 47. sz) ("Invasione ceco-slovacca")
- A cseh-tót nemzetegység múltja, jelene és jóvője (Turč. Sv. Martin 1902) in ceco: Minulost, přítomnost a budoucnost československé národní jednoty (tradotto Ed. Guller 1904) ("Passato, presente e futuro dell'unità nazionale cecoslovacca")
- Slováci a ich reč (Budapešť 1903) ("Gli Slovacchi e la loro lingua")
- Slovenská reč a jej miesto v rodine slovanských jazykov (1906) ("La lingua slovacca e il suo posto nella famiglia delle lingue slave")